# Catadelpha sabada
Catadelpha sabada là một loài bướm đêm trong họ Noctuidae.